# Dypsis rivularis
Dypsis rivularis – gatunek palmy z rzędu arekowców (Arecales). Występuje endemicznie na Madagaskarze, w prowincjach Antsiranana oraz Mahajanga. Można go spotkać w Parku Narodowym Ankarafantsika i rezerwacie specjalnym Manongarivo. Znane są tylko 2-5 jego naturalne stanowiska.
Rośnie w bioklimacie suchym. Występuje na wysokości do 500 m n.p.m.